# Качакаев, Расул Вахаевич
Расу́л Ваха́евич Качака́ев (14 января 1991) — российский боец муай тай, кикбоксер; тренер. Победитель Кубка России по тайскому боксу 2015. Мастер спорта России по кикбоксингу и муай тай.

## Биография
Расул Качакаев родился 14 января 1991 года.
Весовая категория — 63,5 кг.
В 2013 году на Чемпионате мира по тайскому боксу по версии W5 в весовой категории 66 кг в Москве проиграл поединок в полуфинале Оганесу Сафаряну (Белоруссия). (Сам Сафарян в белорусском финале проиграл Юрию Жуковскому.)
Проиграв финальный поединок Кубка России по тайскому боксу 2014 в Каспийске, покинул ринг, не пожав руку сопернику, рефери и тренерам, за что получил предупреждение комитета по этике Федерации тайского бокса России. При повторном аналогичном нарушении Качакаев мог быть дисквалифицирован, но финал Кубка следующего 2015 года он выиграл и руку проигравшему сопернику пожал.

## Достижения
- Победитель Кубка России по тайскому боксу 2015, Калининград[3]
- Серебряный призёр Чемпионата России по тайскому боксу 2015, Магнитогорск (весовая категория до 63,5 кг)[4][5]
- Победитель открытого чемпионата Московской области по тайскому боксу 2012 и 2013 (весовая категория до 63,5 кг) в личном и командном первенстве (клуб «Варяг»)
- Обладатель Кубка Содружества по тайскому боксу 2012 (весовая категория до 63,5 кг)